# (3816) Chugainov
(3816) Chugainov est un astéroïde de la ceinture principale.

## Description
(3816) Chugainov est un astéroïde de la ceinture principale. Il fut découvert le 8 novembre 1975 à Naoutchnyï par Nikolaï Tchernykh. Il présente une orbite caractérisée par un demi-grand axe de 2,61 UA, une excentricité de 0,12 et une inclinaison de 12,2° par rapport à l'écliptique.

## Compléments